# Solférino
Solférino (gaskonsko Solferino) je naselje in občina v francoskem departmaju Landes regije Akvitanije. Naselje je leta 2009 imelo 351 prebivalcev.

## Geografija
Kraj leži v pokrajini Gaskonji 50 km severozahodno od Mont-de-Marsana.

## Uprava
Občina Solférino skupaj s sosednjimi občinami Commensacq, Escource, Labouheyre, Lüe, Luglon, Sabres in Trensacq sestavlja kanton Sabres s sedežem v Sabresu. Kanton je sestavni del okrožja Mont-de-Marsan.

## Zgodovina
Občina je bila ustanovljena leta 1863 z odlokom Napoleona III.. Njeno ime je posvečeno spominu na Napoleonovo zmago v bitki pri Solferinu leta 1859, v kateri so francosko-sardinske enote porazile vojsko Avstrijskega cesarstva. Vojaki 34. regimenta, tedaj nastanjeni v Mont-de-Marsanu, Landes, so bili za svojo hrabrost v bitki posebej odlikovani.

## Zanimivosti
- cerkev sv. Evgenije;

## Pobratena mesta
- Solferino (Lombardija, Italija);

## Vir
1. ↑  »Populations légales 2016«. Nacionalni inštitut za statistične in gospodarske raziskave. Pridobljeno 25. aprila 2019.
2. ↑  L'Almanach du Landais 2002, éditions CPE, p 65.